# Äußere Ableitung
Die äußere Ableitung oder Cartan-Ableitung ist ein Begriff aus den Bereichen Differentialgeometrie und Analysis. Sie verallgemeinert die aus der Analysis bekannte Ableitung von Funktionen auf Differentialformen. Der Name Cartan-Ableitung erklärt sich daher, dass Élie Cartan (1869–1951) der Begründer der Theorie der Differentialformen ist.

## Definition
Sei {\displaystyle M} eine {\displaystyle n}-dimensionale glatte Mannigfaltigkeit und {\displaystyle U} eine offene Teilmenge. Mit {\displaystyle {\mathcal {A}}^{k}(M)} wird hier der Raum der {\displaystyle k}-Formen auf der Mannigfaltigkeit {\displaystyle M} bezeichnet. So gibt es dann für alle {\displaystyle k\in \mathbb {N} \cup \{0\}} genau eine Funktion
{\displaystyle \mathrm {d} \colon {\mathcal {A}}^{k}(U)\to {\mathcal {A}}^{k+1}(U)},
so dass die folgenden Eigenschaften gelten:
1. {\displaystyle \mathrm {d} } ist eine Antiderivation, das heißt für {\displaystyle \alpha \in {\mathcal {A}}^{k}(U)} und {\displaystyle \beta \in {\mathcal {A}}^{l}(U)} gilt {\displaystyle \mathrm {d} (\alpha \wedge \beta )=\mathrm {d} \alpha \wedge \beta +(-1)^{k}\alpha \wedge \mathrm {d} \beta }.
2. Sei {\displaystyle f\in C^{\infty }(U)}, dann ist {\displaystyle \,\mathrm {d} f} definiert als das totale Differential.
3. {\displaystyle \mathrm {d} \circ \mathrm {d} =0}
4. Der Operator verhält sich natürlich in Bezug auf Einschränkungen, das heißt: Sind {\displaystyle U\subset V\subset M} offene Mengen und {\displaystyle \alpha \in {\mathcal {A}}^{k}(V)}, so gilt {\displaystyle \,\mathrm {d} (\alpha |U)=(\mathrm {d} \alpha )|U}.

Es muss natürlich bewiesen werden, dass ein solcher Operator existiert und eindeutig ist. Dieser trägt den Namen äußere Ableitung oder Cartan-Ableitung und wird meistens mit {\displaystyle \,\mathrm {d} } bezeichnet. Man verzichtet also auf den Index, welcher den Grad der Differentialform angibt, auf welche der Operator angewendet wird.

## Eigenschaften

### Formel für die äußere Ableitung
Man kann die äußere Ableitung auch mit Hilfe der Formel
{\displaystyle {\begin{array}{rcl}\mathrm {d} \omega (X_{0},\ldots ,X_{k})&=&\sum _{i=0}^{k}(-1)^{i}X_{i}(\omega (X_{0},\ldots ,{\hat {X}}_{i},\ldots ,X_{k}))\\[0.5em]&+&\sum _{0\leq i<j\leq k}(-1)^{i+j}\omega ([X_{i},X_{j}],X_{0},\ldots ,{\hat {X}}_{i},\ldots ,{\hat {X}}_{j},\ldots ,X_{k})\end{array}}}
darstellen, dabei bedeutet das Zirkumflex {\displaystyle {\hat {}}} in {\displaystyle {\hat {X}}_{i}}, dass das entsprechende Argument wegzulassen ist, {\displaystyle [.,.]} bezeichnet die Lie-Klammer.

### Koordinatendarstellung
Sei {\displaystyle p\in M} ein Punkt auf einer glatten Mannigfaltigkeit. Die äußere Ableitung von {\displaystyle \omega \in {\mathcal {A}}^{k}(M)} hat in diesem Punkt die Darstellung
{\displaystyle \mathrm {d} \omega |_{p}=\sum _{1\leq i_{1}<\ldots <i_{k}\leq n}\sum _{i=1}^{n}\left.{\frac {\partial a_{i_{1},\ldots ,i_{k}}}{\partial x_{i}}}\right|_{p}\mathrm {d} x_{i}\wedge \mathrm {d} x_{i_{1}}\wedge \ldots \wedge \mathrm {d} x_{i_{k}}},
dabei hat {\displaystyle \omega } die lokale Darstellung
{\displaystyle \omega =\sum _{1\leq i_{1}<\ldots <i_{k}\leq n}a_{i_{1},\ldots ,i_{k}}\mathrm {d} x_{i_{1}}\wedge \ldots \wedge \mathrm {d} x_{i_{k}}.}

### Darstellung über Antisymmetrisierungsabbildung
Die äußere Ableitung {\displaystyle \mathrm {d} ^{0}} von {\displaystyle 0}-Formen ist einfach durch die totale Ableitung gegeben und stets kovariant (siehe auch kovariante Ableitung) und antisymmetrisch. Die äußere Ableitung einer {\displaystyle k}-Form {\displaystyle \omega } kann bis auf ein Vielfaches als Antisymmetrisierung des formalen Tensorprodukts von {\displaystyle \mathrm {d} ^{0}} mit der Form angesehen werden:
{\displaystyle \mathrm {d} ^{k}\omega =(k+1)\operatorname {Alt} (\mathrm {d} ^{0}\otimes \omega )}
In Indexnotation:
{\displaystyle (\mathrm {d} ^{k}\omega )_{i_{1},\ldots ,i_{k+1}}=(k+1)\partial _{[i_{1}}\omega _{i_{2},\ldots ,i_{k+1}]}}

### Rücktransport
Seien {\displaystyle M,\ N} zwei glatte Mannigfaltigkeiten und {\displaystyle f\colon M\to N} eine einmal stetig differenzierbare Funktion. Dann ist der Rücktransport {\displaystyle f^{*}\colon {\mathcal {A}}(N)\to {\mathcal {A}}(M)} ein Homomorphismus, so dass
1. {\displaystyle f^{*}(\psi \wedge \omega )=f^{*}\psi \wedge f^{*}\omega } und
2. {\displaystyle \,f^{*}(\mathrm {d} \omega )=\mathrm {d} (f^{*}\omega )}

gilt.
In Worten sagt man auch: Produktbildung bzw. äußere Differentiation sind mit der „pullback“-Relation verträglich.

## Adjungierte äußere Ableitung
Sei in diesem Abschnitt {\displaystyle (M,g)} eine pseudo-riemannsche Mannigfaltigkeit mit Index {\displaystyle i}. Mit {\displaystyle \star } wird im Folgenden der Hodge-Stern-Operator bezeichnet. Der Operator
{\displaystyle \delta \colon {\mathcal {A}}^{k+1}(M)\to {\mathcal {A}}^{k}(M)}
ist definiert durch {\displaystyle \delta ({\mathcal {A}}^{0}(M))=0} und für {\displaystyle \beta \in {\mathcal {A}}^{k+1}(M)} durch
{\displaystyle \delta (\beta )=(-1)^{nk+1+i}\star \mathrm {d} \star \beta .}
Er wird als adjungierte äußere Ableitung oder Koableitung bezeichnet.
Dieser Operator ist linear und es gilt {\displaystyle \delta \circ \delta =0}. In der Tat ist {\displaystyle \delta } der zu {\displaystyle \mathrm {d} } adjungierte Operator. Ist die Mannigfaltigkeit zusätzlich kompakt, so gilt für die Riemannsche Metrik {\displaystyle g} und {\displaystyle \omega ,\nu \in {\mathcal {A}}(M)} die Relation
{\displaystyle g(\mathrm {d} \omega ,\nu )=g(\omega ,\delta \nu )}.
Aus diesem Grund notiert man {\displaystyle \delta } auch als {\displaystyle \textstyle \mathrm {d} ^{*}}, da dieser ja der adjungierte Operator ist. Ähnliche Dualitätsbeziehungen können auch für Pseudo-Riemannsche Metriken definiert werden, zum Beispiel für die Minkowski-Metrik der Speziellen Relativitätstheorie bzw. die Lorentz-Metrik der Allgemeinen Relativitätstheorie.

## Verallgemeinerung weiterer Differentialoperatoren
Die aus der Vektoranalysis bekannten Differentialoperatoren kann man mit Hilfe der äußeren Ableitung {\displaystyle \mathrm {d} } und dem Hodge-Stern-Operator {\displaystyle \star } auf Riemann’sche Mannigfaltigkeiten erweitern. Insbesondere erhält man für die Rotation eine Formel, welche auf n-dimensionalen Räumen operiert. Im Folgenden sei {\displaystyle M} immer eine glatte Riemann’sche Mannigfaltigkeit.

### Be- und Kreuz- (Flat- und Sharp-) Isomorphismus
Diese beiden Isomorphismen werden durch die Riemannsche Metrik induziert. Sie bilden Tangentialvektoren auf Kotangentialvektoren ab und umgekehrt. Zum Verständnis reicht es, an dieser Stelle die Wirkung der Isomorphismen im dreidimensionalen Raum zu demonstrieren. Sei {\displaystyle F\in T_{p}\mathbb {R} ^{3}\cong \mathbb {R} ^{3}} ein Vektorfeld, so gilt für den Flat-Operator in Standardkoordinaten von {\displaystyle F}
{\displaystyle F^{\flat }=F^{1}\mathrm {d} x_{1}+F^{2}\mathrm {d} x_{2}+F^{3}\mathrm {d} x_{3}\in T_{p}^{*}\mathbb {R} ^{3}\cong {\mathcal {A}}^{1}(\mathbb {R} ^{3})}.
Der Flat-Operator bildet also Vektorfelder in ihren Dualraum ab. Der Sharp-Operator ist die dazu inverse Operation. Sei {\displaystyle \nu \in T_{p}^{*}\mathbb {R} ^{3}\cong {\mathcal {A}}^{1}(\mathbb {R} ^{3})} ein Kovektorfeld (bzw. eine 1-Form), so gilt (ebenfalls Standardkoordinaten)
{\displaystyle \nu ^{\sharp }=\nu _{1}{\frac {\partial }{\partial x_{1}}}+\nu _{2}{\frac {\partial }{\partial x_{2}}}+\nu _{3}{\frac {\partial }{\partial x_{3}}}\in T_{p}\mathbb {R} ^{3}}.

### Kreuzprodukt
Das Kreuzprodukt ist zwar kein Differentialoperator und wird zudem in der Vektoranalysis nur für dreidimensionale Vektorräume definiert. Trotzdem ist es, insbesondere für die Definition der Rotation, sehr wichtig: Sei {\displaystyle V} ein Vektorraum und {\displaystyle v,w\in \Lambda ^{k}V} zwei Elemente einer äußeren Potenz von {\displaystyle V}, dann ist das verallgemeinerte Kreuzprodukt definiert durch
{\displaystyle v\times w=\left(\star (v^{\flat }\wedge w^{\flat })\right)^{\sharp }}.
Für eine Begründung dieser Definition siehe unter äußere Algebra.

### Gradient
Es sei {\displaystyle f\colon \mathbb {R} ^{n}\to \mathbb {R} } eine partiell differenzierbare Funktion und auf {\displaystyle \mathbb {R} ^{n}} sei das Standardskalarprodukt {\displaystyle \langle \cdot ,\cdot \rangle } gegeben. Der Gradient der Funktion {\displaystyle f} im Punkt {\displaystyle a\in \mathbb {R} ^{n}} ist für beliebiges {\displaystyle h\in \mathbb {R} ^{n}} der durch die Forderung
{\displaystyle \mathrm {d} f(a)h=\langle \nabla f(a),h\,\rangle }
eindeutig bestimmte Vektor {\displaystyle \nabla f(a)}. Mit Hilfe des Differentialformen-Kalküls kann man den Gradienten auf einer Riemann’schen Mannigfaltigkeit {\displaystyle M} durch
{\displaystyle \nabla f:=(\mathrm {d} f)^{\sharp }}
definieren. Da die Menge der 0-Formen nach Definition gleich der Menge der beliebig oft differenzierbaren Funktionen ist, verallgemeinert diese Definition den Gradienten von Funktionen. Dies lässt sich schnell durch eine kurze Rechnung einsehen. Ist {\displaystyle f\colon \mathbb {R} ^{3}\to \mathbb {R} } eine glatte Funktion, so gilt
{\displaystyle (\mathrm {d} f)^{\sharp }={\begin{pmatrix}{\frac {\partial f}{\partial x_{1}}}\mathrm {d} x^{1}+{\frac {\partial f}{\partial x_{2}}}\mathrm {d} x^{2}+{\frac {\partial f}{\partial x_{3}}}\mathrm {d} x^{3}\end{pmatrix}}^{\sharp }={\frac {\partial f}{\partial x_{1}}}{\frac {\partial }{\partial x_{1}}}+{\frac {\partial f}{\partial x_{2}}}{\frac {\partial }{\partial x_{2}}}+{\frac {\partial f}{\partial x_{3}}}{\frac {\partial }{\partial x_{3}}}.}
In euklidischen Vektorräumen notiert man dies häufig wie folgt:
{\displaystyle (\mathrm {d} f)^{\sharp }={\begin{pmatrix}{\frac {\partial f}{\partial x_{1}}},{\frac {\partial f}{\partial x_{2}}},{\frac {\partial f}{\partial x_{3}}}\end{pmatrix}}^{\sharp }={\begin{pmatrix}{\frac {\partial f}{\partial x_{1}}}\\{\frac {\partial f}{\partial x_{2}}}\\{\frac {\partial f}{\partial x_{3}}}\end{pmatrix}}.}

### Rotation
In der Vektoranalysis ist die Rotation eine Abbildung {\displaystyle \mathrm {rot} \colon T_{p}\mathbb {R} ^{3}\to T_{p}\mathbb {R} ^{3}}. Für allgemeine Vektorfelder gilt
{\displaystyle \mathrm {rot} (f)=\nabla \times f=\left(\star \left(\mathrm {d} f^{\flat }\right)\right)^{\sharp }}.
Folgende Rechnung zeigt, dass man für die Dimension {\displaystyle n=3} den bekannten Ausdruck für die Rotation erhält:
{\displaystyle {\begin{array}{cl}&\mathrm {d} (f_{1}\cdot \mathrm {d} x_{1}+f_{2}\cdot \mathrm {d} x_{2}+f_{3}\cdot \mathrm {d} x_{3})\\=&\mathrm {d} f_{1}\wedge \mathrm {d} x_{1}+\mathrm {d} f_{2}\wedge \mathrm {d} x_{2}+\mathrm {d} f_{3}\wedge \mathrm {d} x_{3}\\[0.5em]=&{\frac {\partial f_{1}}{\partial x_{1}}}\cdot \mathrm {d} x_{1}\wedge \mathrm {d} x_{1}+{\frac {\partial f_{1}}{\partial x_{2}}}\cdot \mathrm {d} x_{2}\wedge \mathrm {d} x_{1}+{\frac {\partial f_{1}}{\partial x_{3}}}\cdot \mathrm {d} x_{3}\wedge \mathrm {d} x_{1}\\+&{\frac {\partial f_{2}}{\partial x_{1}}}\cdot \mathrm {d} x_{1}\wedge \mathrm {d} x_{2}+{\frac {\partial f_{2}}{\partial x_{2}}}\cdot \mathrm {d} x_{2}\wedge \mathrm {d} x_{2}+{\frac {\partial f_{2}}{\partial x_{3}}}\cdot \mathrm {d} x_{3}\wedge \mathrm {d} x_{2}\\+&{\frac {\partial f_{3}}{\partial x_{1}}}\cdot \mathrm {d} x_{1}\wedge \mathrm {d} x_{3}+{\frac {\partial f_{3}}{\partial x_{2}}}\cdot \mathrm {d} x_{2}\wedge \mathrm {d} x_{3}+{\frac {\partial f_{3}}{\partial x_{3}}}\cdot \mathrm {d} x_{3}\wedge \mathrm {d} x_{3}\\[0.5em]=&\left({\frac {\partial f_{3}}{\partial x_{2}}}-{\frac {\partial f_{2}}{\partial x_{3}}}\right)\cdot \mathrm {d} x_{2}\wedge \mathrm {d} x_{3}+\left({\frac {\partial f_{1}}{\partial x_{3}}}-{\frac {\partial f_{3}}{\partial x_{1}}}\right)\cdot \mathrm {d} x_{3}\wedge \mathrm {d} x_{1}+\left({\frac {\partial f_{2}}{\partial x_{1}}}-{\frac {\partial f_{1}}{\partial x_{2}}}\right)\cdot \mathrm {d} x_{1}\wedge \mathrm {d} x_{2}\end{array}}}
Diese Formel erhält man sofort, indem man die Definition des Gradienten in die des Kreuzproduktes einsetzt.

### Divergenz
Ebenso gibt es eine Verallgemeinerung der Divergenz, diese lautet
{\displaystyle \mathrm {div} (f)=\nabla \cdot f=\star \mathrm {d} (\star f\,^{\flat }).}

## Hodge-Laplace-Operator
Der Hodge-Laplace-Operator ist ein spezieller verallgemeinerter Laplace-Operator. Solche Operatoren haben in der Differentialgeometrie eine wichtige Bedeutung.

### Definition
Sei {\displaystyle M} eine glatte Riemann’sche Mannigfaltigkeit, so ist der Hodge-Laplace-Operator definiert durch
{\displaystyle \Delta =\mathrm {d} \delta +\delta \mathrm {d} \,.}
Eine Funktion {\displaystyle f\colon \mathbb {R} ^{n}\to \mathbb {R} } heißt harmonisch, wenn sie die Laplace-Gleichung {\displaystyle \Delta f=0} erfüllt. Analog definiert man die harmonischen Differentialformen. Eine Differentialform {\displaystyle \omega \in {\mathcal {A}}(M)} heißt harmonisch, falls die Hodge-Laplace-Gleichung {\displaystyle \Delta \omega =0} erfüllt ist. Mit {\displaystyle {\mathcal {H}}^{k}(M)} wird die Menge aller harmonischen Formen auf {\displaystyle M} notiert. Dieser Raum ist aufgrund der Hodge-Zerlegung isomorph zur entsprechenden De-Rham-Kohomologiegruppe.

### Eigenschaften
Der Hodge-Laplace-Operator hat folgende Eigenschaften:
1. {\displaystyle \,\star \Delta =\Delta \star }, falls also {\displaystyle \omega } harmonisch ist, so ist auch {\displaystyle \star \omega } harmonisch.
2. Der Operator {\displaystyle \Delta } ist selbstadjungiert bezüglich der Riemannschen Metrik {\displaystyle g}, das heißt, für alle {\displaystyle \omega ,\nu \in {\mathcal {A}}(M)} gilt {\displaystyle g(\Delta \omega ,\nu )=g(\omega ,\Delta \nu )}.
3. Notwendig und hinreichend für die Gleichung {\displaystyle \Delta \omega =0} ist, dass {\displaystyle \mathrm {d} \omega =0} und {\displaystyle \delta \omega =0} gelten.

## Dolbeault-Operator
Zwei weitere Differentialoperatoren, welche mit der Cartan-Ableitung in Verbindung stehen, sind der Dolbeault-Operator und der Dolbeault-Quer-Operator auf Mannigfaltigkeiten. So kann man die Räume der Differentialformen vom Grad {\displaystyle (p,q)} einführen, welche mit {\displaystyle {\mathcal {A}}^{p,q}} notiert werden, und erhält auf natürliche Weise die Abbildungen
{\displaystyle \partial \colon {\mathcal {A}}^{p,q}\to {\mathcal {A}}^{p+1,q}}
und
{\displaystyle {\overline {\partial }}\colon {\mathcal {A}}^{p,q}\to {\mathcal {A}}^{p,q+1}}
mit {\displaystyle \mathrm {d} =\partial +{\overline {\partial }}}. In lokalen Koordinaten haben diese Differentialoperatoren die Darstellungen
{\displaystyle \partial \left(\sum _{I,J}f_{I,J}\mathrm {d} z_{I}\wedge \mathrm {d} {\overline {z}}_{J}\right)=\sum _{I,J,K}{\frac {\partial f_{I,J}}{\partial z_{K}}}\mathrm {d} z_{K}\wedge \mathrm {d} z_{I}\wedge \mathrm {d} {\overline {z}}_{J}}
und
{\displaystyle {\overline {\partial }}\left(\sum _{I,J}f_{I,J}\mathrm {d} z_{I}\wedge \mathrm {d} {\overline {z}}_{J}\right)=\sum _{I,J,K}{\frac {\partial f_{I,J}}{\partial {\overline {z}}_{K}}}\mathrm {d} {\overline {z}}_{K}\wedge \mathrm {d} z_{I}\wedge \mathrm {d} {\overline {z}}_{J}.}